# I'll Sleep When I'm Dead (chanson)
Singles de Bon Jovi
In These Arms
(1993) I Believe
(1993)
Clip vidéo
[vidéo] « I'll Sleep When I'm Dead », sur YouTube
I'll Sleep When I'm Dead est une chanson du groupe de rock américain Bon Jovi extraite de leur cinquième album studio, Keep the Faith, paru le 29 octobre 1992.
Le 31 juillet 1993, neuf mois après la sortie de l'album, la chanson a été publiée en single. C'était le quatrième single tiré de cet album.
La chanson a atteint la 97e place aux États-Unis (dans le Hot 100 du magazine américain Billboard) dans la semaine du 14 août 1993.
Au Royaume-Uni, le single avec cette chanson a atteint la 17e place au classement national (dans la semaine du 8 au 14 août 1993).